# جون الكسندر بوكانان
جون الكسندر بوكانان (بالإنجليزية: John Alexander Buchanan)‏ هو سياسي كندي، ولد في 4 مارس 1887، وتوفي في 9 مايو 1976. انتخب عضو مجلس الشيوخ الكندي.